# Вальдеррама, Диди Алекс
Диди́ А́лекс Вальдерра́ма Пине́до (исп. Didí Alex Valderrama Pinedo; род. 1 октября 1960 в Санта-Марте) — колумбийский футболист, выступавший в 1970—1990-е годы на позиции полузащитника и нападающего. Участник двух Кубков Америки в составе сборной Колумбии.

## Биография
Диди Алекс Вальдеррама дебютировал в профессиональном футболе в 1979 году в команде «Унион Магдалена». В 1982 году выступал за «Мильонариос», после чего на год вернулся в родной клуб. С 1984 по 1987 год играл за «Хуниор» из Барранкильи — сумма трансфера в эту команду в 25 млн песо на тот момент стала рекордной для колумбийского футбола. В том же году Диди стал вторым бомбардиром чемпионата Колумбии, забив в турнире 18 голов.
С 1988 по 1990 год играл за «Атлетико Насьональ», в котором в конце 1980-х сформировалась мощная команда, в 1989 году впервые в истории колумбийского футбола ставшая обладателем Кубка Либертадорес. Диди Вальдеррама сыграл в этом розыгрыше в пяти матчах группового этапа. В 1988 и 1990 годах становился вице-чемпионом Колумбии.
В 1991 году выступал в Венесуэле за «Депортиво Тачиру», после чего принял решение завершить карьеру. Однако в 1993 году решил возобновить выступления, присоединившись к родной «Унион Магдалене». В качестве футболиста поиграл ещё два сезона — в 1994 году в венесуэльском «Депортиво Ансоатеги», и в 1995 году — за команду «Депортиво Уникоста», существовавшую всего пять сезонов (с 1995 по 1999 год).
За основную сборную Колумбии Диди Алекс Вальдеррама выступал с 1979 по 1988 год, проведя 22 матча и забив пять голов. принял участие в двух Кубках Америки. В 1979 году сыграл в одном матче на групповом этапе в гостях против Венесуэлы (0:0). В 1983 году сыграл во всех трёх матчах группового этапа, забил по голу в двух матчах против Боливии (победа в гостях 1:0 и ничья дома 2:2).
После завершения карьеры футболиста устроился работать техническим координатором в Магдалинский семейный реабилитационный центр в Санта-Марте.

### Личная жизнь
Диди Алекс Вальдеррама — двоюродный брат Карлоса Вальдеррамы — величайшего футболиста Колумбии XX века, дважды футболиста года в Южной Америке. Ещё трое двоюродных братьев Алекса были профессиональными футболистами — Алан Вальдеррама, Рональд Вальдеррама (родные братья Карлоса) и Мигель Гонсалес Паласио.

## Титулы и достижения
- Вице-чемпион Колумбии (2): 1988, 1990
- Обладатель Кубка Либертадорес (1): 1989